# 2018年亚洲运动会击剑比赛
2018年亞洲運動會擊劍比賽為第十八屆亞洲運動會的其中一項競賽項目，共產生12面金牌；賽事於2018年8月19日至8月24日期間在雅加達展覽中心舉行。

## 賽程表
| 男子         |      |      |      |      |      |      |      |      |      |      |      |      |
| 男子個人銳劍 | 預賽 | 決賽 |      |      |      |      |      |      |      |      |      |      |
| 男子團體銳劍 |      |      |      |      |      |      | 預賽 | 決賽 |      |      |      |      |
| 男子個人鈍劍 |      |      |      |      | 預賽 | 決賽 |      |      |      |      |      |      |
| 男子團體鈍劍 |      |      |      |      |      |      |      |      |      |      | 預賽 | 決賽 |
| 男子個人軍刀 |      |      | 預賽 | 決賽 |      |      |      |      |      |      |      |      |
| 男子團體軍刀 |      |      |      |      |      |      |      |      | 預賽 | 決賽 |      |      |
| 女子         |      |      |      |      |      |      |      |      |      |      |      |      |
| 女子個人銳劍 |      |      |      |      | 預賽 | 決賽 |      |      |      |      |      |      |
| 女子團體銳劍 |      |      |      |      |      |      |      |      |      |      | 預賽 | 決賽 |
| 女子個人鈍劍 |      |      | 預賽 | 決賽 |      |      |      |      |      |      |      |      |
| 女子團體鈍劍 |      |      |      |      |      |      |      |      | 預賽 | 決賽 |      |      |
| 女子個人軍刀 | 預賽 | 決賽 |      |      |      |      |      |      |      |      |      |      |
| 女子團體軍刀 |      |      |      |      |      |      | 預賽 | 決賽 |      |      |      |      |

## 獎牌統計

### 國家獎牌榜
| 排名 | 国家／地区      | 金牌 | 银牌 | 铜牌 | 總數 |
| ---- | --------------- | ---- | ---- | ---- | ---- |
| 1    | 韩国（KOR）     | 6    | 3    | 6    | 15   |
| 2    | 中国（CHN）     | 3    | 6    | 2    | 11   |
| 3    | 日本（JPN）     | 2    | 0    | 6    | 8    |
| 4    | （KAZ）         | 1    | 0    | 2    | 3    |
| 5    | 中国香港（HKG） | 0    | 2    | 6    | 8    |
| 6    | 伊朗（IRI）     | 0    | 1    | 1    | 2    |
| 7    | 新加坡（SGP）   | 0    | 0    | 1    | 1    |
|      | 總計            | 12   | 12   | 24   | 48   |

### 項目獎牌榜

#### 男子項目
| 項目     | 金牌                                         | 银牌                                                                           | 铜牌                                                                                |
| 個人銳劍 | 德米特里·阿列克萨宁 · （KAZ）                | 朴相泳 · 韩国（KOR）                                                           | 鄭鎮善 · 韩国（KOR）                                                                |
| 個人銳劍 | 德米特里·阿列克萨宁 · （KAZ）                | 朴相泳 · 韩国（KOR）                                                           | 加納虹輝 · 日本（JPN）                                                              |
| 團體銳劍 | 日本 · 加納虹輝 · 見延和靖 · 宇山賢 · 山田優 | 中国 · 董超 · 兰明豪 · 石高峰 · 薛洋东                                         | · 德米特里·阿列克萨宁 · 埃米尔·阿利姆扎诺夫 · 鲁斯兰·库尔班诺夫 · 瓦季姆·沙尔莱莫夫 |
| 團體銳劍 | 日本 · 加納虹輝 · 見延和靖 · 宇山賢 · 山田優 | 中国 · 董超 · 兰明豪 · 石高峰 · 薛洋东                                         | 韩国 · 鄭鎮善 · 权永晙 · 朴倞杜 · 朴相泳                                            |
| 個人鈍劍 | 黄梦恺 · 中国（CHN）                         | 崔浩然 · 中国香港（HKG）                                                       | 孙暎琪 · 韩国（KOR）                                                                |
| 個人鈍劍 | 黄梦恺 · 中国（CHN）                         | 崔浩然 · 中国香港（HKG）                                                       | 張家朗 · 中国香港（HKG）                                                            |
| 團體鈍劍 | 韩国 · 河泰圭 · 許俊 · 李侊炫 · 孙暎琪       | 中国香港 · 張家朗 · 蔡俊彥 · 崔浩然 · 楊子加                                   | 中国 · 黄梦恺 · 李晨 · 马剑飞 · 施嘉洛                                              |
| 團體鈍劍 | 韩国 · 河泰圭 · 許俊 · 李侊炫 · 孙暎琪       | 中国香港 · 張家朗 · 蔡俊彥 · 崔浩然 · 楊子加                                   | 日本 · 敷根崇裕 · 松山恭助 · 西藤俊哉 · 鈴村健太                                    |
| 個人軍刀 | 具本佶 · 韩国（KOR）                         | 吴尚旭 · 韩国（KOR）                                                           | 羅浩天 · 中国香港（HKG）                                                            |
| 個人軍刀 | 具本佶 · 韩国（KOR）                         | 吴尚旭 · 韩国（KOR）                                                           | 阿里·帕克达曼 · 伊朗（IRI）                                                         |
| 團體軍刀 | 韩国 · 具本佶 · 金准镐 · 金政焕 · 吴尚旭     | 伊朗 · 穆杰塔巴·阿贝迪尼 · 法尔扎德·巴赫尔 · 阿里·帕克达曼 · 穆罕默德·拉赫巴里 | 中国香港 · 陳智軒 · 林衍聰 · 羅浩天 · 李澤峰                                        |
| 團體軍刀 | 韩国 · 具本佶 · 金准镐 · 金政焕 · 吴尚旭     | 伊朗 · 穆杰塔巴·阿贝迪尼 · 法尔扎德·巴赫尔 · 阿里·帕克达曼 · 穆罕默德·拉赫巴里 | 中国 · 路阳 · 王石 · 许英明 · 颜颖慧                                                |

#### 女子項目
| 項目     | 金牌                                       | 银牌                                     | 铜牌                                                                             |
| 個人銳劍 | 姜荣美 · 韩国（KOR）                       | 孙一文 · 中国（CHN）                     | 江旻憓 · 中国香港（HKG）                                                         |
| 個人銳劍 | 姜荣美 · 韩国（KOR）                       | 孙一文 · 中国（CHN）                     | 崔仁贞 · 韩国（KOR）                                                             |
| 團體銳劍 | 中国 · 林声 · 孙一文 · 许诚子 · 朱明叶     | 韩国 · 崔仁贞 · 姜荣美 · 李慧仁 · 申雅嵐 | 中国香港 · 佘繕妡 · 朱嘉望 · 連翊希 · 江旻憓                                     |
| 團體銳劍 | 中国 · 林声 · 孙一文 · 许诚子 · 朱明叶     | 韩国 · 崔仁贞 · 姜荣美 · 李慧仁 · 申雅嵐 | 日本 · 山田步美 · 馬場晴菜 · 大石琹菜 · 古俁潮里                                 |
| 個人鈍劍 | 全希叔 · 韩国（KOR）                       | 傅依婷 · 中国（CHN）                     | 東晟良 · 日本（JPN）                                                             |
| 個人鈍劍 | 全希叔 · 韩国（KOR）                       | 傅依婷 · 中国（CHN）                     | 廖恩尉 · 中国香港（HKG）                                                         |
| 團體鈍劍 | 日本 · 東晟良 · 菊池小卷 · 宮脇花綸 · 辻堇 | 中国 · 陈情缘 · 傅依婷 · 霍兴欣 · 石玥   | 韩国 · 蔡松吾 · Hong Seo-in · 全希叔 · 南贤喜                                    |
| 團體鈍劍 | 日本 · 東晟良 · 菊池小卷 · 宮脇花綸 · 辻堇 | 中国 · 陈情缘 · 傅依婷 · 霍兴欣 · 石玥   | 新加坡 · 阿米塔·贝尔蒂尔 · 黄颉歆 · 黄煜容 · 黄欣怡                              |
| 個人軍刀 | 錢佳睿 · 中国（CHN）                       | 邵雅琦 · 中国（CHN）                     | 金智妍 · 韩国（KOR）                                                             |
| 個人軍刀 | 錢佳睿 · 中国（CHN）                       | 邵雅琦 · 中国（CHN）                     | 田村紀佳 · 日本（JPN）                                                           |
| 團體軍刀 | 韩国 · 崔秀延 · 黃仙妸 · 金智妍 · 尹智秀   | 中国 · 马婴佳 · 钱佳睿 · 邵雅琦 · 杨恒郁 | 日本 · 青木千佳 · 田村紀佳 · 高嶋理紗 · 福島史帆實                               |
| 團體軍刀 | 韩国 · 崔秀延 · 黃仙妸 · 金智妍 · 尹智秀   | 中国 · 马婴佳 · 钱佳睿 · 邵雅琦 · 杨恒郁 | · Aibike Khabibullina · Tamara Pochekutova · Tatyana Prikhodko · Aigerim Sarybay |

## 外部連結
- Fencing at the 2018 Asian Games